# Laßnitzthal
Laßnitzthal ist eine Ortschaft und ehemals selbständige Gemeinde mit 1070 Einwohnern (Stand 1. Jänner 2014) in der Steiermark und seit 2015 Teil der politischen Gemeinde Gleisdorf.

## Geografie
Laßnitzthal liegt im Bezirk Weiz im österreichischen Bundesland Steiermark. Die Katastralgemeinde Unterlaßnitz umfasst folgende zwei Ortschaften (in Klammern Einwohnerzahl Stand 1. Jänner 2024):
- Hart (232)
- Laßnitzthal (859)

## Geschichte
Die Ortsgemeinde als autonome Körperschaft entstand im Jahr 1850. 1873 erfolgte die Eröffnung der Steirischen Ostbahn von Jennersdorf bis Graz mit Halt in Laßnitzthal. Nach der Annexion Österreichs 1938 kam die Gemeinde zum Reichsgau Steiermark, 1945 bis 1955 war sie Teil der britischen Besatzungszone in Österreich. 
Ab 1. Jänner 2015 wurde sie im Rahmen der Gemeindestrukturreform in der Steiermark mit den Gemeinden Labuch, Gleisdorf, Nitscha und Ungerdorf zusammengeschlossen, die neue Gemeinde führt den Namen „Gleisdorf“ weiter.

## Politik
Letzter Bürgermeister der bis 2014 selbständigen Gemeinde war Reinhard Hofer. Der Gemeinderat setzte sich nach den Wahlen von 2010 wie folgt zusammen: 7 SPÖ, 7 ÖVP, 1 FPÖ.

Letzter Bürgermeister war Erwin Gruber.

## Sport
In Laßnitzthal besteht mit dem FCL (Fußballclub Laßnitzthal) ein Fußballverein. 

## Verkehr
Der Bahnhof Laßnitzthal liegt an der steirischen Ostbahn. Bis Dezember 2010 wurde die eingleisige Haltestelle zu einem zweigleisigen Ausweichbahnhof umgebaut, dafür musste aber das Bahnhofsgebäude abgerissen werden.